# 제273예비기갑사단

273 예비 기갑 사단은 1 기갑 사단의 예비 부대였다. 쿠르스크 전투 이후 독일 273 예비 기갑 사단은 1 기갑 사단의 보강을 위해 사용되었고, 나머지 부대는 이탈리아로 이동하여 해체되었다.